# Scrubs: A XXX Parody
Scrubs: A XXX Parody — американский порнографический фильм, написанный и срежессированный Ли Роем Майерсом. Является порнопародией на американский комедийно-драматический телесериал «Клиника».

## В ролях
- Джеймс Дин в роли DJ
- Эшлинн Брук в роли Элли
- Шейн Дизель в роли Дирка
- Теа Мари в роли Марии
- Тори Блэк в роли Джорданы
- Стив Крест в роли Барри
- Ральф Лонг в роли уборщика
- Мисси Стоун в роли медсестры Шелли
- Крис Слейтер в роли Тедда
- Алексис Техас в роли студентки-медика
- Джоанна Энджел в роли студентки-медика
- Кони Айленда в роли лора
- Боб Кноб в роли пациента
- Мо в роли доктора

## Список сцен
Всего в фильме 5 сцен + 1 бонусная DVD:
1. Алексис Техас, Джоанна Энджел, Джеймс Дин
2. Мисси Стоун, Ральф Лонг
3. Тори Блэк, Джек Лоуренс
4. Тея Мари, Шейн Дизель
5. Эшлин Брук, Джеймс Дин, Крис Слейтер

### DVD сцены (бонусные)[1]
1. Эшлин Брук, Томми Ганн

## Награды и номинации
| Год  | Награда    | Категория                         | Результат |
| ---- | ---------- | --------------------------------- | --------- |
| 2010 | AVN Award  | Лучшая сцена анального секса      | Номинация |
| 2010 | AVN Award  | Лучший актёр                      | Номинация |
| 2010 | AVN Award  | Лучший макияж                     | Номинация |
| 2010 | AVN Award  | Лучшая пародия                    | Номинация |
| 2010 | AVN Award  | Лучшие спецэффекты                | Номинация |
| 2010 | AVN Award  | Лучший актёр второго плана        | Номинация |
| 2010 | XRCO Award | Лучший актёр — сольное исполнение | Номинация |